# Oberkommando der Wehrmacht

Bandera d'un Generalfeldmarschall com a Cap del Oberkommando der Wehrmacht (1941–1945)

L'Oberkommando der Wehrmacht (OKW) (Alt Comandament de les Forces Armades) era part de l'estructura de comandament de les forces armades de l'Alemanya Nazi durant la Segona Guerra Mundial

## Gènesi
L'OKW va formar-se el 4 de febrer de 1938, després de l'Afer Blomberg-Fritsch, que comportà la dimissió del Generalfeldmarschall (i Ministre de la Guerra) Werner von Blomberg i la dissolució del Reichskriegsministerium (Ministeri de la Guerra del Reich). L'OKW va reemplaçar el Ministeri de la Guerra. Els nomenaments fets per a l'OKW i el motiu darrere la reorganització són habitualment vistos com el desig d'Adolf Hitler per consolidar el seu poder i autoritat al voltant de la seva posició com a Führer i Reich Chancellor (Führer und Reichskanzler), en detriment del lideratge militar de la Wehrmacht..

## Organització

Bandera de Comandament del Cap de l'OKW 1938–1941

Al juny de 1938, l'OKW estava format per 4 departaments:
- Wehrmacht-Führungsamt (WFA) – Ordes operatives.
  - Abteilung Landesverteidigungsführungsamt (WFA/L) – Un sub-departament mitjançant el qual es desenvolupaven els detalls de tots els plans operatius, i des del que es comunicaven totes les ordres operatives a l'OKW.
- Amt Ausland/Abwehr – Intel·ligència estrangera[1]
  - Cap de l'Estat Major
  - Zentralabteilung – Departament Central
  - Abteilung Ausland – Estranger 
    - Gruppe I: Außen- und Wehrpolitik – Política estrangera i de defensa
    - Gruppe II: Beziehung zu fremden Wehrmächten – Relacions amb militars estrangers
    - Gruppe III: Fremde Wehrmachten, Meldesammelstelle des OKW – Militars estrangers
    - Gruppe IV: Etappenorganisation der Kriegsmarine
    - Gruppe V: Auslandspresse – Mitjans estranfers
    - Gruppe VI: Militärische Untersuchungsstelle für Kriegsvölkerrecht – Servei de recerca per a les lleis internacionals de la guerra
    - Gruppe VII: Kolonialfragen – Afers colonials
    - Gruppe VIII: Wehrauswertung – Anàlisis de defensa

  - Abteilung Nachrichtenbeschaffung – Intel·ligència
    - Gruppe H: Geheimer Meldedienst Heer – Servei d'Intel·ligència de l'Exèrcit
    - Gruppe M: Geheimer Meldedienst Marine – Servei d'Intel·ligència Naval
    - Gruppe L: Geheimer Meldedienst Luftwaffe – Servei d'Intel·ligència Aèria
    - Gruppe G: Technische Arbeitsmittel – Equip tècnic
    - Gruppe wi: Geheimer Meldedienst Wirtschaft – Servei d'Intel·ligència Econòmica
    - Gruppe P: Presseauswertung – Anàlisis dels mitjans
    - Gruppe i: Funknetz Abwehr Funkstelle – Comunicacions radiofòniques

  - Abteilung Sonderdienst – Servei Especial
    - Gruppe I: Minderheiten – Minories
    - Gruppe II: Sondermaßnahmen – Mesures especials

  - Abteilung Abwehr – Contra-intel·ligència
    - Führungsgruppe W: Abwehr in der Wehrmacht – Contra-intel·ligència militar
    - Gruppe Wi: Abwehr Wirtschaft – Contra-intel·ligència econòmica
    - Gruppe C: Abwehr Inland – Contra-intel·ligència interior
    - Gruppe F: Abwehr Ausland – Contra-intel·ligència estrangera
    - Gruppe D: Sonderdienst – Servei especial
    - Gruppe S: Sabotageabwehr – Contra-sabotatge
    - Gruppe G: Gutachten – Avaluació
    - Gruppe Z: Zentralarchiv – Arxius centrals

  - Auslands(telegramm)prüfstelle – Comunicacions estrangeres
    - Gruppe I: Sortierung – Classificació
    - Gruppe II: Chemische Untersuchung – Proves químiques
    - Gruppe III: Privatbriefe – Correu privat
    - Gruppe IV: Handelsbriefe – Correu comercial
    - Gruppe V: Feldpostbriefe – Correu militar
    - Gruppe VI: Kriegsgefangenenbriefe – Correu dels presoners de guerra
    - Gruppe VII: Zentralkartei – Registre central
    - Gruppe VIII: Auswertung – Anàlisi
    - Gruppe IX: Kriegsgefangenen-Brief-Auswertung – Anàlisi del correu dels presoners de guerra
- Wirtschafts und Rüstungsamt – subministrament[2]
- Amtsgruppe Allgemeine Wehrmachtangelegenheiten – miscel·lània 
  - Abteilung Inland – Interior
  - Allgemeine Abteilung – General
  - Wehrmachtsfürsorge- und versorgungsabteilung – Subministraments
  - Wehrmachtsfachschulunterricht – Educació
  - Wissenschaft – Ciència
  - Wehrmachtsverwaltungsabteilung – Administració
  - General zu besonderen Verfügung für Kriegsgefangenenwesen – Presoners
  - Abteilung Wehrmachtverlustwesen (WVW) – Baixes
    - Wehrmachtauskunftstelle für Kriegerverluste und Kriegsgefangene (WaSt) – Centre d'informació per a baixes i presoners de guerra

El Wehrmacht-Führungsamt (WFA) va substituir el Wehrmachtsamt (Oficina de les Forces Armades), que existí entre 1935-38. Durant aquest període, Wilhelm Keitel havia encapçalat el ministeri i Hitler el promocionà per encapçalar el OKW amb el títol de Chef des OKW, o Cap de l'Alt Comandament de les Forces Armades. Com a cap del WFA, Keitel nomenà al general Max von Viebahn, si bé aquest va ser retirat del comandament i el càrrec no va ser ocupat fins a la promoció del general Alfred Jodl. Per substituir a Jodl com a Abteilung Landesverteidigungsführungsamt (WFA/L), es nomenà al general Walther Warlimont
El WFA va passar a denominar-se Wehrmachtführungsstab (Wfst) a l'agost de 1940. Al desembre de 1941 van tenir lloc nous canvis al Abteilung Landesverteidigungsführungsamt (WFA/L), sent inclòs al Wehrmacht-Führungsamt i perdent el seu paper com a organització subordinada. Aquests canvis només van ser cosmètics, car el seu estat major clau seguí al seu lloc i continuà realitzant els mateixos deures.
L'OKW dirigí les operacions de les forces armades alemanyes durant la Segona Guerra Mundial. L'OKW gairebé sempre va estar representat a les conferències (Lagevorträge) sobre la situació diària per Jodl, Keitel i l'oficial que servís com a ajudant de Hitler. Durant aquestes conferències, els informes sobre la situació eren preparats pel cap del WFA/L per ser lliurats a Hitler i discutits. Després d'aquestes discussions, Hitler donava noves ordres operatives. Aquestes ordres tornaven al WFA/L a través de Jodl minuts després de la reunió. Llavors, es convertien en ordres per ser transmeses als comandants apropiats.

## L'OKW en operació
En teoria, l'OKW servia com a estat major general militar del Tercer Reich, coordinant els esforços del Heer, la Kriegsmarine i la Luftwaffe. A la pràctica, servia com a estat major militar personal de Hitler, traduint les seves idees a ordres militar i lliurant-les als 3 serveis, tot i tenir poc control sobre ells. Però, a mesura que la guerra progressava, l'OKW es trobà exercint cada vegada més un comandament directe sobre les unitats militars, en particular a l'oest. Això crea una situació tal que, el 1943, l'OKW comandava de facto les forces occidentals, mentre que l'Oberkommando des Heeres (OKH - Alt Comandament de l'Exèrcit) l'exercia al Front Oriental. No va ser fins al 28 d'abril de 1945 (dos dies abans del seu suïcidi) que Hitler situà l'OKH per sota de l'OKW, donant a l'OKW el comandament de les tropes del Front Oriental.
Situar diverses parts de la burocràcia nazi per completar en favor seu àrees on l'administració es solapava va ser una tàctica habitual emprada per Hitler per reforçar la seva autoritat; i igual que en altres àrees de govern, hi havia una marcada rivalitat entre l'OKW i l'OKH. Com que la majoria de les operacions alemanyes durant la II Guerra Mundial eren sota control del Heer (amb suport de la Luftwaffe), l'OKH demandava controlar les tropes alemanyes. Però Hitler decidí contra l'OKH i en favor de l'OKW per supervisar les operacions en diversos teatres terrestres. A mesura que la guerra progressava, més i més influència es desplaçà de l'OKH a l'OKW, amb Noruega sent el primer teatre de guerra de l'OKW. Finalment, només el Front Oriental restà sota el domini de l'OKH, però com que el Front Oriental era, de lluny, el camp de batalla principal per a Alemanya, l'OKH encara mantenia la seva influència, i en particular degut al fet que Hitler era el comandant en cap de l'OKH (Oberbefehlshaber des Heeres) des de desembre de 1941 i fins al seu suïcidi, el 30 d'abril de 1945.
L'OKW conduí les operacions al Front Occidental, al nord d'Àfrica i a Itàlia. A l'oest, les operacions anaven coordinades entre l'OKW i el Oberbefehlshaber West (OBW, Comandant en Cap de l'Oest), que era el Generalfeldmarschall Gerd von Rundstedt (succeït pel Feldmarschall Günther von Kluge).
Encara hi havia més fragmentació, car les operacions navals i aèries tenien els seus propis comandaments (l'Oberkommando der Marine (OKM) i l'Oberkommando der Luftwaffe (OKL)), els quals, si bé eren teòricament subordinats, eren àmpliament independents de l'OKW o de l'OBK.
Durant tota la duració de la guerra, l'OKW va estar encapçalat per Keitel, qui informava directament a Hitler, del qual s'originaven la majoria d'ordres operatives en qualitat d' Oberster Befehlshaber der Wehrmacht (Comandant Suprem de les Forces Armades).

## L'OKW davant el Tribunal Militar Internacional
L'OKW va ser acusat però absolt de ser una organització criminal durant els Judicis de Nuremberg. Tot i això, Wilhelm Keitel i Alfred Jodl van ser condemnats i sentenciats a morir a la forca. Jodl va ser absolt pòstumament el 1952, sis anys després que s'hagués portat a terme la sentència.